# Nadia Kaabi-Linke
Nadia Kaabi-Linke, née en 1978 à Tunis, est une artiste tunisienne, basée à Berlin, et surtout connue pour son art conceptuel et pour sa sculpture de 2011 intitulée Tapis volants (Fliegende Teppiche). Son travail explore les thèmes de la géopolitique, de l'immigration et des identités transnationales.
Elle remporte l'Abraaj Group Art Prize en 2011, avec l'installation des Tapis volants. La pièce est acquise par le musée Solomon-R.-Guggenheim en 2016. Elle remporte également le prix Découvertes pour les pays émergents de l'art à Art Basel Hong Kong en 2014. Certaines de ses œuvres ont été acquises par le Museum of Modern Art, le musée d'Art de Dallas, et la Fondation Samdani, et présentées dans plusieurs expositions individuelles et collectives.

## Biographie
Nadia Kaabi-Linke naît à Tunis en 1978 d'un père enseignant le sport et d'une mère chimiste. Elle est élevée entre Tunis et Kiev, avant que sa famille ne s'installe à Dubaï quand elle a douze ans, son père y ayant un emploi. Elle évoque cette période comme un moment difficile. Encouragée par sa mère, elle commence à dessiner. Plus tard, elle étudie la peinture à l'Institut des beaux-arts de Tunis, puis elle prolonge ses études à la Sorbonne en 2008, dans les domaines de l'esthétique et de la philosophie de l'art. Elle rencontre également son mari allemand en France,,.
Elle présente sa première exposition personnelle à Tunis en 2009, puis à Berlin en 2010. En 2009, elle reçoit le prix de la Biennale d'Alexandrie et remporte en 2011 l'Abraaj Group Art Prize, avec l'installation des Tapis volants (Fliegende Teppiche), des cages suspendues qui projettent des ombres géométriques sur le sol. Cette œuvre est également exposée lors de la 54e Biennale de Venise, puis achetée et présentée au musée Solomon-R.-Guggenheim, à New York, en 2016,.
En mai 2012, elle participe à l'exposition Chkoun Ahna (Qui sommes-nous en dialecte tunisien) au musée national de Carthage. L'exposition est axée sur les questions de l'identité tunisienne à la suite de la révolution de 2011,. Elle est la même année en résidence à la Fondation Delfina de Londres. Elle remporte le prix des Découvertes pour l'art émergent à Art Basel Hong Kong en 2014,. En 2014 toujours, elle termine son projet Meinstein (Ma pierre) dans le centre de Neukölln, un quartier de Berlin. Son pavement de mosaïque utilise des pierres de sept régions du monde, régions dont sont originaires des habitants de ce quartier.
Certaines de ses œuvres sont acquises par des institutions telles que le musée d'Art de Dallas, le Museum of Modern Art ou encore la Samdani Art Foundation,.

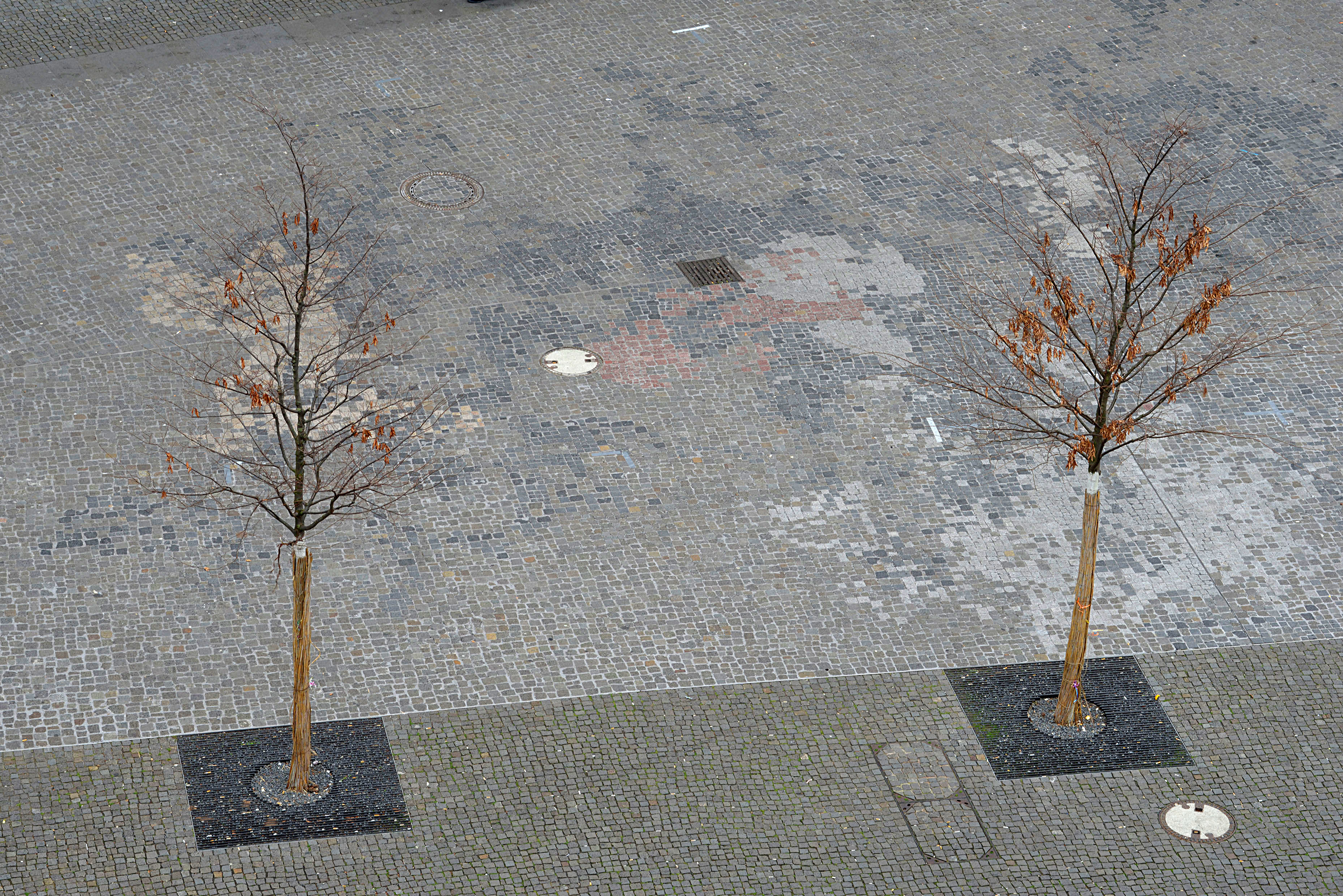
Menstein
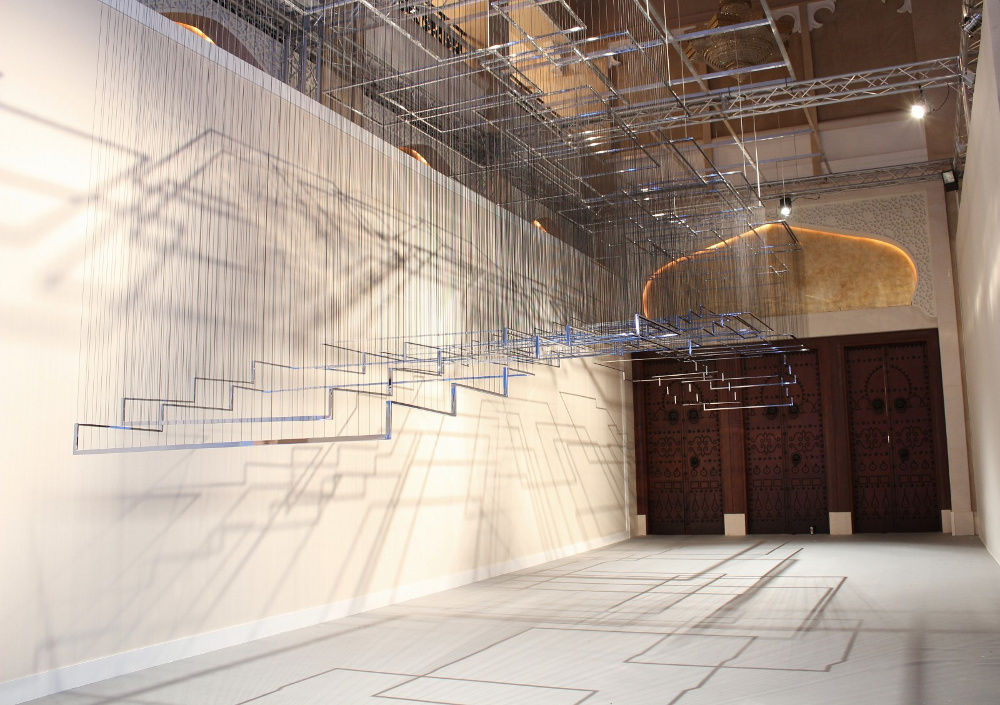
Tapis volants
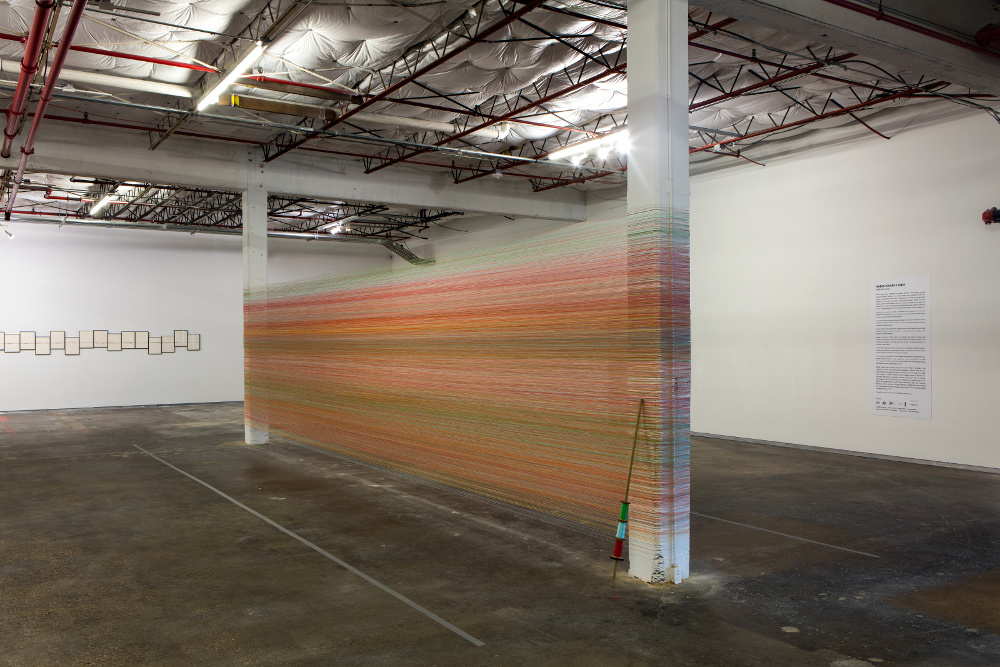
Walk the Line (Dallas, 2015)

## Principales expositions

### Expositions personnelles
- 2009 : Archives des banalités tunisoises, Galerie El Marsa, La Marsa, Tunisie.
- 2010 : Tatort, Halle am Wasser, Berlin, Allemagne.
- 2012 : Black Is The New White, Galerie Lawrie Shabibi, Dubaï, Émirats arabes unis.
- 2013 : No One Harms Me…, Calcutta, Inde.
- 2014 : The Future Rewound & The Cabinet of Souls - Mosaic Rooms, Londres, Royaume-Uni.
- 2014 : Stranded, Centre d'art moderne (Fondation Calouste-Gulbenkian), Lisbonne, Portugal[15],[16].
- 2015 : Walk The Line - Dallas Contemporary, Dallas, États-Unis.
- 2015 : Fahrenheit311: Seven Legends of Machismo, Galerie Lawrie Shabibi, Dubaï, Émirats arabes unis.
- 2015 : No Frills, Cristina Guerra Contemporary Art, Lisbonne, Portugal.
- 2016 : Lost and Found, Calcutta, Inde.

### Expositions collectives
- 2008 : Biennale d'art de Pontevedra, Pontevedra, Espagne.
- 2008 : Art connections, La Marsa, Tunis et Dubaï.
- 2009 : Biennale de Charjah, Charjah, Émirats arabes unis.
- 2009 : Sur les traces de la peinture contemporaine, Galerie El Marsa, La Marsa, Tunisie.
- 2009 : Drawn From Life: Drawing Form, Green Cardamom, Londres, Royaume-Uni.
- 2009 : Biennale d'Alexandrie, musée des beaux-arts (en), Alexandrie, Égypte.
- 2010 : ! year in Berlin, Halle am Wasser, Berlin, Allemagne.
- 2011 : Drawn from Life, Abbot Hall Art Gallery, Kendal, Royaume-Uni.
- 2011 : Different Abstractions, Green Cardamom, Londres, Royaume-Uni.
- 2011 : Magreb: Dos Orillas, Círculo de Bellas Artes, Madrid, Espagne.
- 2011 : Based in Berlin, Berlin, Allemagne.
- 2011 : The Future Of Promise: 54th Venice Biennale, Venise, Italie.
- 2012 : Labor Berlin 12: Drifting, Maison des cultures du monde, Berlin, Allemagne.
- 2012 : Biennale de Kochi-Muziris, Cochin, Inde.
- 2012 : 25 ans de créativité arabe, Institut du monde arabe, Paris, France.
- 2012 : Biennale de Liverpool (en), Liverpool, Royaume-Uni.
- 2012 : Chkoun Ahna, musée national de Carthage, Carthage, Tunisie[6],[7].
- 2012 : Social States, Fondation Delfina, Londres, Royaume-Uni.
- 2012 : Lines of Control: Partition as a Productive Space, Herbert F. Johnson Museum of Art, Ithaca, États-Unis.
- 2013 : Looking for Video, Galerie Claudine Papillon, Paris, France.
- 2013 : Traces, Galerie Lawrie Shabibi, Dubaï, Émirats arabes unis.
- 2013 : Visual Arts Festival, Depo, Istanbul, Turquie.
- 2013 : Abstract Generation: Now in Print, Museum of Modern Art, New York, États-Unis.
- 2013 : Tireless Refrain, Nam June Paik Art Center, Yongin, Corée du Sud.
- 2014 : Memory, Place, Desire: Contemporary Art of the Maghreb and the Maghrebi Diaspora, Haverford College, Haverford, États-Unis.
- 2014 : Sculptures du Sud, Fondation Villa Datris, L'Isle-sur-la-Sorgue, France.
- 2014 : Ici l’Afrique, Château de Penthes, Pregny-Chambésy, Suisse.
- 2015 : What is Home?, Pump House Gallery, Londres, Royaume-Uni.
- 2015 : The Monsoon Show, Galerie Isa, Bombay, Inde.
- 2015 : Réminiscences, Galerie d'art contemporain Abdelaziz-Gorgi, Sidi Bou Saïd, Tunisie.
- 2016 : Social Calligraphies, Zacheta National Gallery of Art, Varsovie, Pologne.
- 2016 : Songlines for a New Atlas, Kalmar Konstmuseum, Kalmar, Suède.
- 2016 : Sculpture en partage, Fondation Villa Datris, L'Isle-sur-la-Sorgue, France.
- 2016 : But a Storm is Blowing from Paradise, musée Solomon-R.-Guggenheim, New York, États-Unis.
- 2016 : But still Tomorrow builds into my Face, Galerie Lawrie Shabibi, Dubaï, Émirats arabes unis.
- 2021 : Triennale de Bruges, Belgique.